# Да Коста, Дино
Дино да Коста (порт.-браз. Dino da Costa; 1 августа 1931, Рио-де-Жанейро — 10 ноября 2020, Верона, Венеция) — бразильский футболист, нападающий, после переезда в Италию принял итальянское гражданство и провёл 1 матч за сборную Италии. Лучший бомбардир чемпионата Италии 1956/1957. Дино — один из самых лучших нападающих в истории «Ромы», наделённый мощным ударом, за что был прозван тифози «Раскол».

## Биография
Прежде чем стать футболистом, Дино собирался стать священником, но после разговора со своим духовником Доном Аугусто, будущим епископом Терезины, Дино выбрал карьеру футболиста. Он стал выступать за клуб «Ботафого», где дебютировал в основном составе в 1948 году, играя вместе с начинавшими тогда футбольный путь Нилтоном Сантосом и Гарринчей.
В 1955 году Дино вместе с Луисом Винисио переходит в итальянскую «Рому», будучи замеченным во время европейского турне «Ботафого». Лёгкости перехода Дино способствовали корни футболиста: он родился в семье ориунди, выходцев из Италии. Дино дебютировал в итальянском чемпионате 18 сентября 1955 года, в матче с «Виченцей», в которой джалоросси победили 4:1. В Роме да Коста провёл 149 матчей в чемпионате, забив 71 гол и 10 матчей в Кубке Италии с 5-ю забитыми мячами, а также 3 гола в 4-х матчах в Кубке ярмарок. В сезоне 1956/57 Дино стал лучшим снайпером итальянского чемпионата с 22 голами. В 1960 году Дино на правах аренды выступает за «Фиорентину», но не слишком удачно — всего 8 мячей в 30 матчах. Потом Дино ненадолго возвращается в «Рому», а в ноябре 1961 года переходит в «Аталанту». В 1963 году Дино покупает «Ювентус» в качестве игрока на замену основным форвардам команды, но благодаря неплохой игре, один из 3-х проведённых в составе «Старой синьоры» сезонов Дино проводит в роли основного форварда команды. Всего в «Юве» Дино проводит 70 матчей (51 в серии A, 4 в Кубке Италии и 15 в еврокубках) и забивает 12 мячей (11 в чемпионате и 1 в кубке Италии). Последний матч в чёрно-белой футболке «Ювентуса» Дино проводит в матче на Кубок Альп, где «Ювентус» был разгромлен швейцарской «Лозанной». В 1966 году Дино переходит в клуб серии B — «Верону», а заканчивает карьеру в клубе серии С — «Асколи».
Благодаря своему статусу ориунди, Дино мог выступать за сборную Италии. Он провёл в команде всего один матч, который состоялся 15 сентября 1958 года, в нём Италии противостояла сборная Северной Ирландии. Скуадра Адзурра в том матче потерпела поражение со счётом 1:2, окончательно потеряв шансы на поездку на чемпионат мира 1958, а единственный гол за итальянцев забил Дино.

## Статистика

### Клубная
| Сезон               | Команда             | Лига                | Лига | Лига | Всего | Всего |
| Сезон               | Команда             | Чемпионат           | Игры | Голы | Игры  | Голы  |
| ------------------- | ------------------- | ------------------- | ---- | ---- | ----- | ----- |
| 1951                | Ботафого            | Лига Кариока        | ?    | ?    | ?     | ?     |
| 1952                | Ботафого            | Лига Кариока        | ?    | ?    | ?     | ?     |
| 1953                | Ботафого            | Лига Кариока        | ?    | ?    | ?     | ?     |
| 1954                | Ботафого            | Лига Кариока        | 26   | 24   | ?     | ?     |
| 1955                | Ботафого            | Лига Кариока        | ?    | ?    | ?     | ?     |
| Всего за Ботафого   | Всего за Ботафого   | Всего за Ботафого   | 51   | 36   | 174   | 137   |
| 1955/1956           | Рома                | Серия А             | 34   | 12   | ?     | ?     |
| 1956/1957           | Рома                | Серия А             | 33   | 22   | ?     | ?     |
| 1957/1958           | Рома                | Серия А             | 33   | 19   | ?     | ?     |
| 1958/1959           | Рома                | Серия А             | 27   | 15   | ?     | ?     |
| 1959/1960           | Рома                | Серия А             | 17   | 2    | ?     | ?     |
| 1960/1961           | Фиорентина          | Серия А             | 30   | 7    | ?     | ?     |
| Всего за Фиорентину | Всего за Фиорентину | Всего за Фиорентину | 30   | 7    | ?     | ?     |
| 1961/1962           | Рома                | Серия А             | 5    | 1    | ?     | ?     |
| Всего за Рому       | Всего за Рому       | Всего за Рому       | 149  | 71   | 163   | 79    |
| 1961/1962           | Аталанта            | Серия А             | 19   | 6    | ?     | ?     |
| 1962/1963           | Аталанта            | Серия А             | 33   | 12   | ?     | ?     |
| Всего за Аталанту   | Всего за Аталанту   | Всего за Аталанту   | 52   | 18   | ?     | ?     |
| 1963/1964           | Ювентус             | Серия А             | 12   | 3    | ?     | ?     |
| 1964/1965           | Ювентус             | Серия А             | 31   | 6    | ?     | ?     |
| 1965/1966           | Ювентус             | Серия А             | 8    | 2    | ?     | ?     |
| Всего за Ювентус    | Всего за Ювентус    | Всего за Ювентус    | 51   | 11   | 70    | 12    |
| 1966/1967           | Эллас Верона        | Серия В             | 31   | 5    | 33    | 5     |
| Всего за Верону     | Всего за Верону     | Всего за Верону     | 31   | 5    | 33    | 5     |
| 1967/1968           | Асколи              | Серия С             | 10   | 0    | ?     | ?     |
| Всего за Асколи     | Всего за Асколи     | Всего за Асколи     | 10   | 0    | ?     | ?     |
| Всего за карьеру    | Всего за карьеру    | Всего за карьеру    | 374  | 148  | ?     | ?     |

### Международная
| Матчи за сборную Италии | Матчи за сборную Италии | Матчи за сборную Италии | Матчи за сборную Италии | Матчи за сборную Италии | Матчи за сборную Италии | Матчи за сборную Италии           |
| ----------------------- | ----------------------- | ----------------------- | ----------------------- | ----------------------- | ----------------------- | --------------------------------- |
| №                       | Дата                    | Место проведения        | Оппонент                | Счёт                    | Голы                    | Турнир                            |
| 1                       | 15 января 1958          | Белфаст                 | Северная Ирландия       | 2:1                     | 1                       | Квалификация чемпионата мира 1958 |

## Достижения

### Командные
- Чемпион штата Рио-де-Жанейро: 1948
- Обладатель Кубка Италии: 1960/61, 1962/63, 1964/65
- Обладатель Кубка обладателей кубков УЕФА 1960/61
- Обладатель Кубка ярмарок 1960/61

### Личные
- Лучший бомбардир Кубка Монтевидео: 1953 (4 гола)
- Лучший бомбардир чемпионата штата Рио-де-Жанейро: 1954 (21 гол)
- Лучший бомбардир чемпионата Италии: 1956/57 (22 гола)